# Revisión judicial en Suiza
El artículo 190 de la Constitución Federal de Suiza establece que los estatutos federales y el derecho internacional son vinculantes para el Tribunal Supremo Federal de Suiza. En consecuencia, los tribunales no están facultados para revisar la constitucionalidad de los estatutos federales, sino que, cuando sea posible, interpretar los estatutos para no crear un conflicto con la Constitución. Los tribunales pueden suspender la aplicación de leyes federales que entran en conflicto con el derecho internacional, pero tienden a ejercer este poder con cautela y deferencia: en Schubert (BGE 99 Ib 39), el Tribunal Supremo Federal se negó a hacerlo porque el Parlamento había violado conscientemente el derecho internacional en redactar el estatuto en cuestión.
La razón tradicionalmente dada por la falta de revisión judicial es el sistema suizo de referéndum: si 50,000 ciudadanos lo demandan, cualquier nuevo estatuto se somete a un referéndum popular. En este sentido, son las personas mismas las que hacen una revisión.
La situación descrita anteriormente para la ley federal suiza se aplica mutatis mutandis a los sistemas constitucionales y legales de los cantones individuales. Sin embargo, debido al poder despectivo de la ley federal, los tribunales federales, como cuestión de rutina, ejercen una revisión judicial sobre la ley cantonal, así como sobre la ley federal ejecutiva (ordenanzas, órdenes ejecutivas, etc.).
- Datos: Q6303021